# Islámská fronta (Sýrie)
Islámská fronta (arabsky الجبهة الإسلامية‎, al-Džabhat al-ʾIslamíja) byla povstalecká islámská organizace, účastnící se Občanské války v Sýrii v rámci Syrské opozice. Vznikla 22. listopadu 2013 sloučením sedmi samostatných skupin. Organizace zastřešovala různé islamistické skupiny, ale v průběhu roku 2015 se zcela rozpadla a některé její větší skupiny se opět osamostatnily.

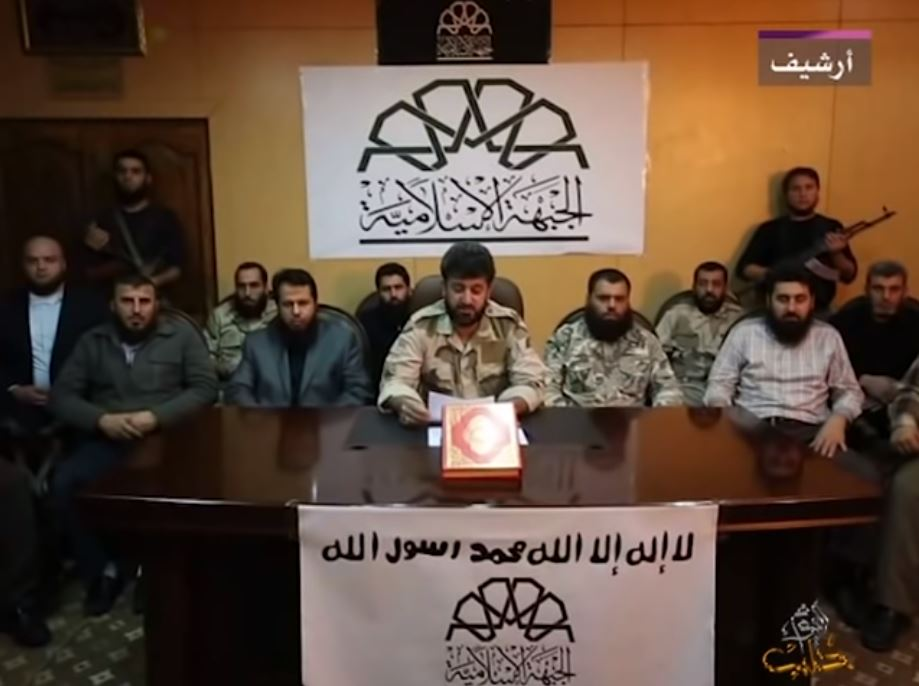
Založení IF v roce 2013

Islámská fronta odmítala západní pojetí zastupitelské demokracie a sekularismu, jejím cílem bylo vytvoření islamistického státu a uplatňování islámského práva šaría pod vedením poradního sboru Majlis Aš-Šúry.
Islámská fronta vedla ozbrojený boj proti syrskému režimu Bašára al-Asada, ale i proti radikálnímu Islámskému státu, přestože obě organizace měly obdobné cíle.

Vlajka organizace

Válečná vlajka

V červenci 2015 jedna z podřízených organizací Islámské fronty zvaná Džajš al-Islám (Islámská armáda) dala o sobě vědět hromadnou popravou 18 bojovníků konkurenčního Islámského státu. Tou dobou však již byla organizace Islámské fronty nefunkční a byla popisována jako prakticky zaniklá. Její podřízené organizace Ahrár aš-Šám a Džajš al-Islám začaly působit jako samostatné entity a některé menší (Liwa al-Haqq, brigáda Suqour al-Šám a Kurdská Islámská fronta) byly zcela absorbovány do první z nich.